# José María Prada
Prada  Oterino est un nom espagnol. Le premier nom de famille, en général paternel, est Prada ; le second, en général maternel, souvent omis, est Oterino.
José María Prada Oterino, né à Ocaña le 31 mars 1925 et mort à Bilbao le 13 août 1978, est un acteur espagnol.

## Filmographie partielle
- 1956 : También hay cielo sobre el mar, de José María Zabalza : maître
- 1963 : Le Bourreau de Luis García Berlanga
- 1964 : La tía Tula de Miguel Picazo
- 1965 : Amador de Francisco Regueiro
- 1965 : Faites vos jeux, mesdames de Marcel Ophüls
- 1966 : La Chasse de Carlos Saura
- 1967 : Último encuentro d'Antonio Eceiza
- 1970 : Vivent les nouveaux mariés ! de Luis García Berlanga
- 1971 : Goya, l'histoire d'une solitude de Nino Quevedo
- 1973 : Dieu protège les amoureux d'Alfred Vohrer
- 1973 : Anna et les Loups de Carlos Saura
- 1979 : Le Grand Embouteillage de Luigi Comencini
- 1979 : Maman a cent ans de Carlos Saura